# Bassano Politi

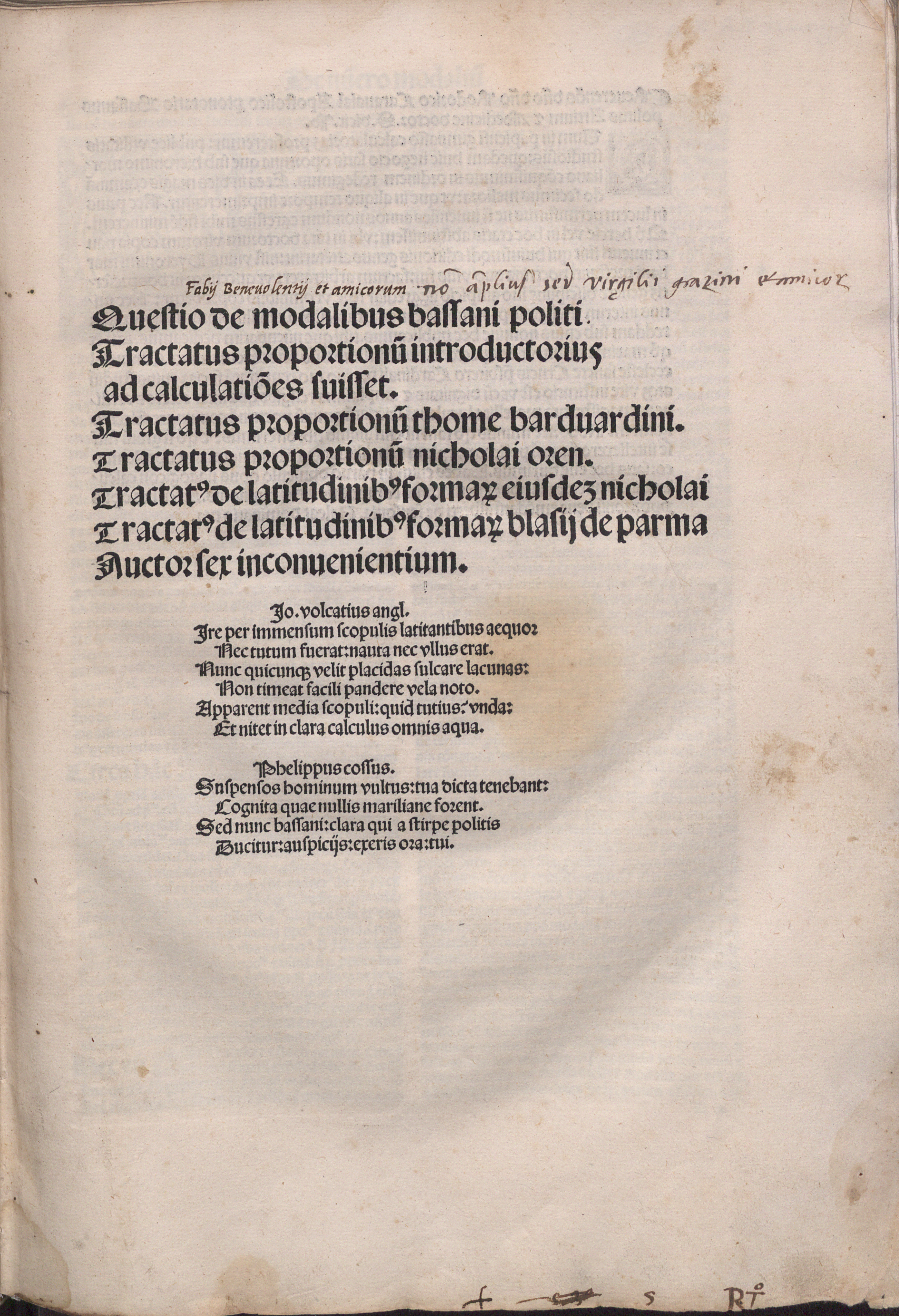
Questio de modalibus, folha de rosto

Bassano Politi foi um matemático italiano do século XVI.
Ele publicou Questio de modalibus, um livro no qual colecionou vários tratados medievais de Thomas Bradwardine, Nicole d'Oresme, Biagio Pelacani e Giovanni de Casali.

## Obras
- Questio de modalibus (em latim). Venecia: Ottaviano Scoto, Boneto Locatello. 1505